# So High (canção de Ghost Loft)
"So High" é uma canção da cantora estadunidense Ghost Loft. A canção foi lançada como parte da coletânea Kitsuné America 2, sendo lançada como acompanhamento para o single "Seconds".

## Versão de Wiz Khalifa
Wiz Khalifa fez uma versão da canção para seu quinto álbum de estúdio Blacc Hollywood. Essa versão teve os versos adicionais de hip hop de Khalifa, juntamente com a participação vocal de Ghost Loft. Foi lançada em 12 de agosto de 2014, como sexto single to álbum, tendo a produção de Stargate e Ghost Loft.

### Desempenho nas paradas
| Paradas (2014)                                                      | Melhor posição |
| ------------------------------------------------------------------- | -------------- |
| França (SNEP) Versão de Wiz Khalifa                                 | 109            |
| Estados Unidos (Billboard Digital Song Sales) Versão de Wiz Khalifa | 50             |
| Estados Unidos (Billboard R&B/Hip-Hop Songs) Versão de Wiz Khalifa  | 36             |